# GNU

Het GNU-logo

GNU (GNU's Not Unix) is een in 1984 door Richard Stallman gelanceerd project met als doel een volledig vrij besturingssysteem voor computers te maken. GNU wordt uitgesproken als [guh-NOE] (terwijl het Engelse woord gnu wordt uitgesproken als [noe]), en is een recursief acroniem. GNU is nauw verbonden met de Free Software Foundation (FSF), die dit als het centrale project beschouwt van de beweging voor vrije software. Ook een substantiële hoeveelheid software wordt door de FSF onder de GNU-vlag verspreid.
Onderdelen van het GNU-besturingssysteem worden tegenwoordig vooral gebruikt in het besturingssysteem dat doorgaans Linux genoemd wordt, en waarnaar de FSF verwijst als GNU/Linux (zie hieronder).

## Geschiedenis
Uit frustratie over de licentievoorwaarden van de software die hij voor zijn beroep gebruikte, zei Richard Stallman in 1984 zijn baan bij het MIT op om zich volledig te storten op het ontwikkelen van vrije software, te beginnen met een besturingssysteem, GNU. Om technische redenen koos hij ervoor om van GNU een uitgebreide, gecorrigeerde variant te maken van Unix, destijds een alomtegenwoordig besturingssysteem in de academische wereld. De naam is dan ook een recursief acroniem voor "GNU's Not Unix" (GNU is geen Unix). Vooral de modulaire opbouw van Unix was een belangrijke motivatie om van dit systeem uit te gaan: Unix kon onderdeel voor onderdeel vervangen worden door vrije componenten met dezelfde functionaliteit. GNU-componenten werden en worden als losse pakketten aangeboden. Vooral de GNU-ontwikkelsoftware, met name de GNU C Compiler (later GNU Compiler Collection), werd al snel populair.

### GNU en Linux
Het was oorspronkelijk de bedoeling van het GNU-project om een eigen alternatief voor de Unixkernel te ontwikkelen, de zogenaamde Hurd. Door de snellere ontwikkeling van de Linuxkernel - het is tot op heden nog altijd wachten op een eerste officiële versie 1.0 van de Hurd - worden GNU-programma's nu vaak samen met de Linuxkernel gebruikt.
"Varianten van het GNU-besturingssysteem die de Linuxkernel gebruiken, zijn nu wijdverbreid; hoewel deze systemen vaak worden aangeduid als "Linux" zouden ze beter kunnen worden aangeduid als "GNU/Linux"-systemen." - de Free Software Foundation.

## Licentievoorwaarden
De hoofdmoot van GNU wordt verspreid onder de bepalingen van de GNU General Public License (GPL). De licentie houdt een ongelimiteerd gebruiksrecht in voor alle toepassingen, alsmede het recht om GNU-software naar eigen inzicht aan te passen en, al dan niet in aangepaste vorm en al dan niet tegen vergoeding, te verspreiden. Bij verspreiding moet de software in ieder geval in de vorm van broncode beschikbaar gesteld worden en vergunt de verspreider de ontvanger dezelfde rechten (zie copyleft).
Andere delen van het systeem vallen onder andere licenties, dan wel omdat ze afkomstig zijn van andere partijen dan de FSF, dan wel omdat de bepalingen van de GPL te stringent zijn voor het toepassingsdomein; zie LGPL.